# Milton Keynes Central
Milton Keynes Central – stacja kolejowa w Milton Keynes, w hrabstwie Buckinghamshire, w Anglii (Wielka Brytania). Stacja znajduje się w centrum miasta, na West Coast Main Line, gdzie obsługiwana jest przez Virgin Trains i przez London Midland. Znajdują się tu 3 perony. Stacja obsługuje ok. 4 238 858 pasażerów rocznie (dane za rok 2021/2022).
Ta stacja jest jedną z pięciu stacji obsługujących Milton Keynes. Pozostałe to Wolverton (północ Milton Keynes), Bletchley (południe Milton Keynes), Fenny Stratford (także południe Milton Keynes) i Bow Brickhill (południowy wschód Milton Keynes). Ponadto stacja Woburn Sands jest położona poza granicami Milton Keynes i służy do obsługi południowo-wschodniej części gminy.